# Илона Силадьи
Илона (Юстина) Силадьи де Хорогзег (венг. horogszegi Szilágyi Jusztina; до 1455—1497) — венгерская аристократка, вторая жена Влада Цепеша, господаря Валахии. Она была дочерью Ладислава (Ласло) или Освята (Ошвата) Силадьи и двоюродной сестрой Матьяша Корвина, короля Венгрии.
Сначала Корвин выдал её замуж за Вацлава Понграца из Сентмиклоша. Понграц унаследовал имения в верхней Венгрии (ныне Словакия), но уступил их в обмен на землю в Трансильвании, полученную после брака. С кончиной в 1474 году Понграца овдовевшая Илона вышла замуж за Влада Цепеша, которого Корвин признал законным воеводой Валахии в 1475 году. Влад захватил Валахию в конце 1476 года, но вскоре погиб. Чтобы укрепить свою власть над Трансильванией, Илона вышла замуж за Павла Шуки, состоящего в родстве с предыдущими владельцами этих территорий. После смерти Шуки в 1479 году Илону выдали замуж за Йона Эрделея (Трансильванского) из Шомкерека. Она скончалась в 1497 году.

## Ранние годы
О юных годах Илоны известно мало. В 1479 году королевская хартия назвала её дочерью Освята Силадьи, племянницей по матери Матьяшу Корвину, королю Венгрии. Другой документ 17 лет спустя указывает её отцом младшего брата Освята — Ладислава. Доверяя первому документу, историки Андраш Кубиний и Тамаш Феделеш называют родителями Илоны Освята Силадьи и его супругу Аготу Пошу из Сзера. Напротив, историки Паль Энгель и Михай-Флорин Хашан пришли к выводу, что Илона была дочерью Ладислава и его неизвестной жены, согласно документу 1496 года. По мнению Хашана, Илона родилась в начале 1450-х годов, поскольку была ещё младенцем, когда Ладислав Силадьи скончался в 1454 году. Хашан также предлагает, что Освят Силадьи взял над Илоной опеку, из-за чего появилось ошибочное мнение о его отцовстве.

## Браки

### Первый брак
Матьяш Корвина выдал Илону замуж за Вацлава (также Ладислава) Понграца из Сентмиклоша из влиятельного дворянского рода, который владел имениями в верхней Венгрии (ныне Словакия). Корвин вынудил Понграца передать крепость Стречен (современный Стречно) и город Жольна (современный Жилина) в обмен на Трансильванские земли, включая Гернисег (сейчас Горнешти в Румынии), которые были отобраны у семей Эрделея (Трансильванского) из Шомкерека и Шуки в 1467 году. Понграц единолично владел поместьями в верхней Венгрии, но Трансильванией он владел совместно с Илоной. Понграц скончался в 1474 году. Царские грамоты долгие годы до её смерти почти всегда называют Илону вдовой Понграца.

### Второй брак

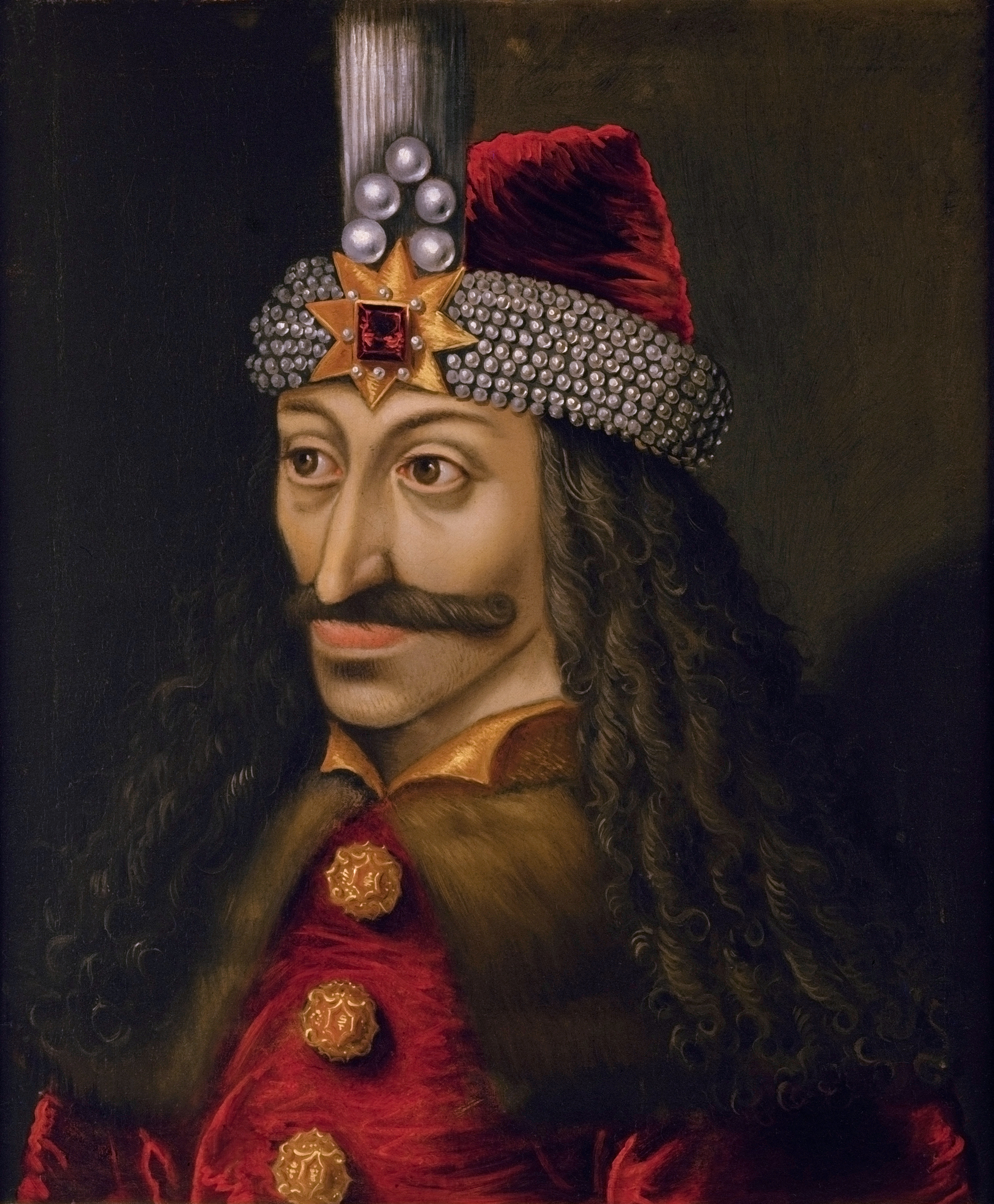
Второй муж Илоны Влад Цепеш (Дракула), господарь Валахии

Матьяш Корвин в 1462 году заточил Влада Цепеша, господаря Валахии в тюрьму за якобы тайные переговоры с Османской империей, где тот просидел до 1475 года. Русский посол Фёдор Курицын в начале 1480-х годах писал, что Корвин выдал свою «сестру» замуж за Влада, и они прожили вместе десять лет. Хашан пришёл к выводу, что Курицын, очевидно, свёл воедино сведения о двух жёнах Влада Цепеша. Первой супругой Влада была, вероятно, сводная сестра Корвина, которая, согласно данным современных научных исследований, умерла между 1472 и 1473 годами.
Илона стала второй женой Влада Цепеша после его освобождения из заточения. В 1475 году Корвин признал Влада законным правителем Валахии, но не поддержал его в конфликте с Басарабом III Старым. В городе Печ Влад Цепеш приобрёл дом, который вскоре стал известен как «Drakwlyaháza» («Дом Дракулы»). Об этом сказано в акте Печи от 10 сентября 1489 года, где также упоминается «Илона, вдова покойного воеводы Дракулы».
В ноябре 1476 года Влад вторгся в Валахию при поддержке венгерских и молдавских войск и заставил Басараба III Старого бежать в Османскую империю. Вскоре после этого став воеводой, он попросил бюргеров Брашова направить плотников в Тырговиште, где он хотел построить свой новый дом. Однако, Басараб вернулся и убил Влада в конце 1476 или начале 1477 года.
Курицын отметил, что у Влада было три сына. Хашан и Матей Казаку предположили, что Илона родила Владу Цепешу второго сына по имени Влад, кто стал предком венгерского дворянского рода Дракула. Напротив, Феделеш считает брак Влада с Илоной бездетным.

### Третий и четвёртый браки
В 1478 году члены семьи Эрделея (Трансильванского) из Шомкерека претендовали на замок Илоны в Гернисеге, а также близлежащие деревни. Дабы обезопасить своё положение, она вышла замуж за Павла Шуки, племянника предыдущих владельцев этих территорий. Впервые как супруга Шуки Илона упоминается 26 января 1479 года. Шуки скончался в том же году, отчего возобновились конфликты между Илоной и его родственниками. Спустя около двух лет Илона вышла замуж за Йона Эрделея из Шомкерека, который пережил Илону. Она скончалась после 13 июня 1497 года.

### Комментарии
1. ↑  Radu Florescu пишет, что дочь Михая Силадьи Илона была второй женой Влада Цепеша (Florescu, McNally (1989), p. 166.).